# 卢瑟·海德
卢瑟·海德（英語：Luther Head，1982年11月26日—），美国职业篮球运动员，他主要打组织后卫位置，但也经常出任得分后卫。
海德出生于芝加哥，大学时效力于伊利诺伊大学，2005年NBA选秀时以第一轮第24顺位被休斯敦火箭队选中。在他的新秀赛季，由于火箭队主将特雷西·麦克格雷迪、姚明和鲍勃·苏拉等人长期受伤病困扰，海德获得了稳定的上场时间。